# Тамбовка (Запорожская область)
Тамбовка (укр. Тамбовка) — село,
Семёновский сельский совет,
Мелитопольский район,
Запорожская область,
Украина.
Код КОАТУУ — 2323084004. Население по переписи 2001 года составляло 368 человек.

## Географическое положение
Село Тамбовка находится на правом берегу реки Молочная,
выше по течению на расстоянии в 1,5 км расположен пгт Мирное,
ниже по течению на расстоянии в 0,5 км расположено село Семёновка.
К селу примыкают большие садовые массивы.

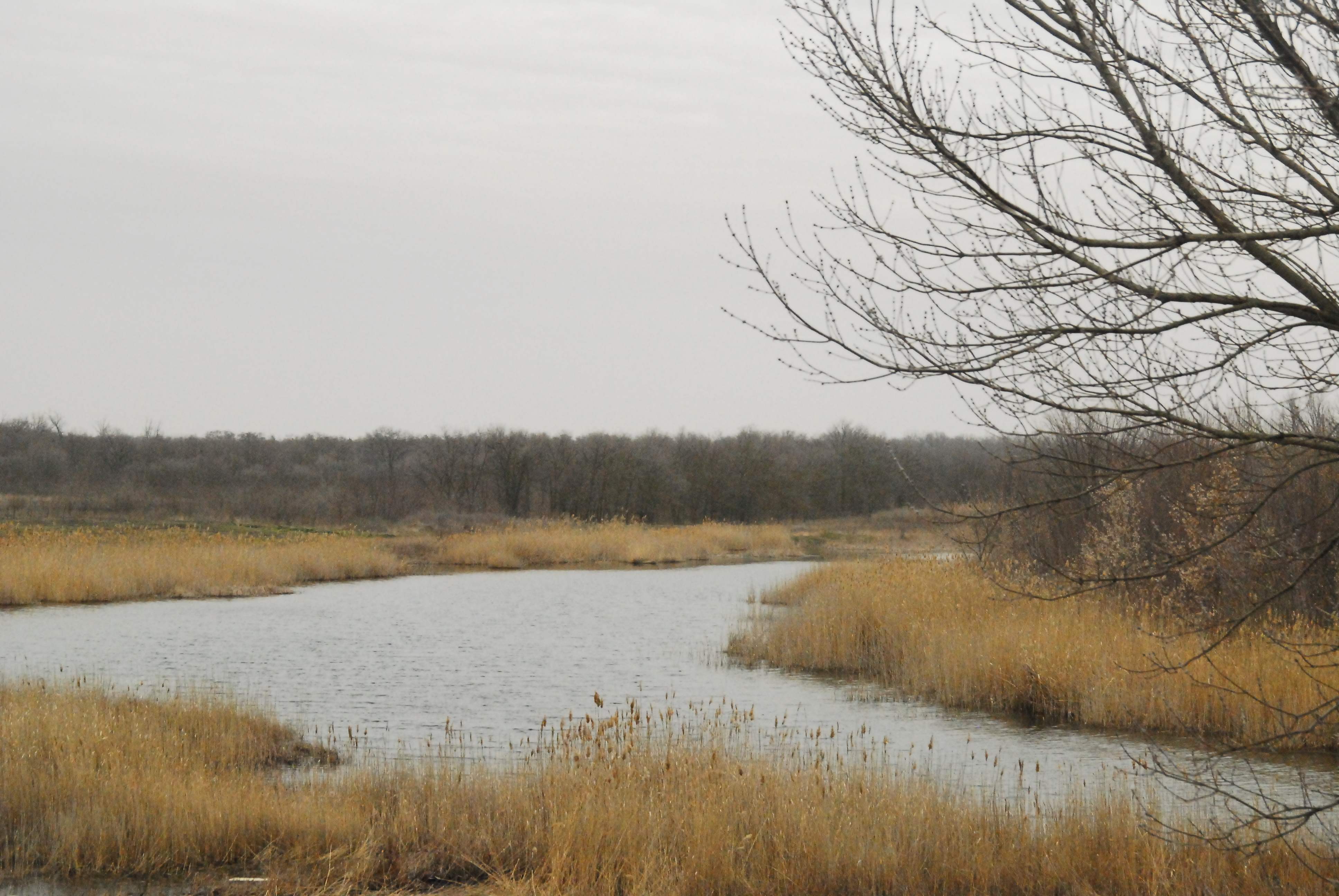
Река Молочная

## История
- На окраине Тамбовки и Семёновки были обнаружены остатки двух поселений эпохи бронзы (II тысячелетие до н. э.) и одного поселения скифского времени (V—IV вв. до н. э.).[2]
- Тамбовка была основана в 1805 году.[3]
- 9 октября 1943 года село было освобождено от германских захватчиков, и теперь 9 октября в Тамбовке празднуется день села.
- В 2004 году было начато строительство газопровода, и 23 мая 2008 года село было газифицировано.[4]

## Объекты социальной сферы
- Фельдшерско-акушерский пункт был закрыт в 2018 году в связи с медицинской реформой.

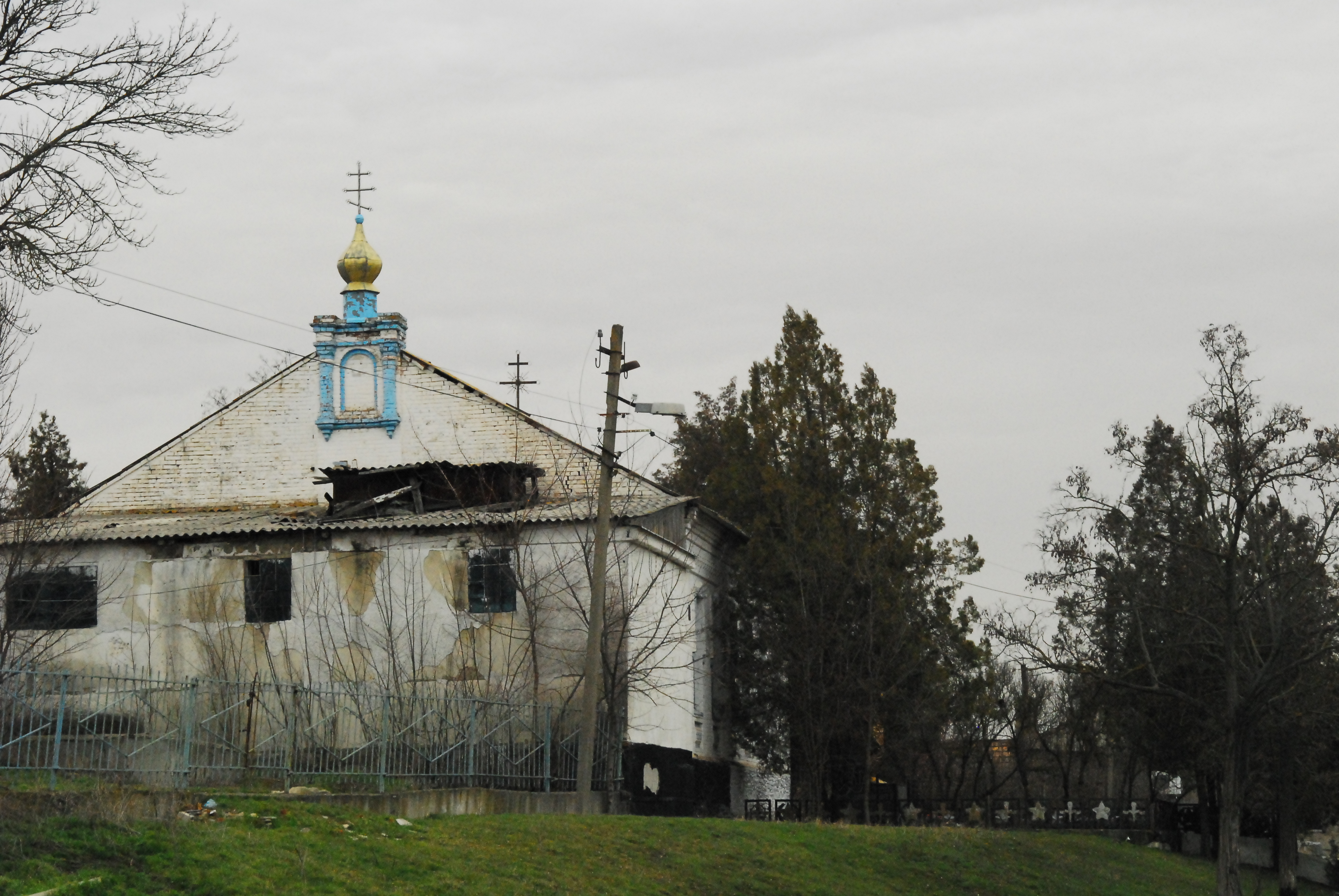
Храм апостола Иоанна Богослова

- Храм апостола Иоанна Богослова. Подчинён Запорожской и Мелитопольской епархии Украинской православной церкви Московского патриархата.[5]

## Достопримечательности

### Старобердянское лесничество
Рядом с Тамбовкой, на противоположном берегу Молочной реки, находится Старобердянское лесничество — один из старейших на Украине лесных массивов в степной зоне, заложенный И. И. Корнисом в 1846 году. В лесничестве произрастают более 165 древесных и кустарниковых пород, многие из которых экзотичны для Украины, обитают 40 видов зверей и 50 видов птиц. В 1974 году лесничество объявлено государственным заказником.

### «Запорожские казаки пишут письмо турецкому султану»
Скульптурная композиция «Запорожские казаки пишут письмо турецкому султану» была открыта в 2009 году, накануне Дня казачества. Вдохновлённая знаменитой картиной Ильи Репина и изготовленная из металла почти 60 лет назад местным мастером, участником Великой Отечественной войны Владимиром Фёдоровичем Дорониным, получила вторую жизнь благодаря скульптору Борису Тихоновичу Солянику.